# Austrasia
Austrasia là một lãnh thổ hình thành phần đông bắc của Đế quốc Frank dưới triều đại vương triều Meroving trong thế kỷ thứ 6 đến thứ 8.
Austrasia, tập trung vào phần Trung Rhine và sông Moselle, là lãnh thổ ban đầu của các bộ lạc Frank trước khi thống nhất đất nước của họ dưới thời Clovis I. Trong năm 567 sau Công nguyên, nó đã trở thành một vương quốc riêng biệt trong đế quốc Frank và được cai trị bởi Sigebert I. Nó cuối cùng mất đi đặc tính riêng biệt dưới thời đế quốc Karolinger vào thế kỷ thứ 8.